# Giro del Lago Maggiore
Il Giro del Lago Maggiore, conosciuto anche come Gran Premio di Brissago, era una corsa in linea maschile di ciclismo su strada che si disputò in Svizzera dal 1982 al 2006 nel mese di marzo.

## Albo d'oro
Aggiornato all'edizione 2006.
| Anno | Vincitore           | Secondo              | Terzo               |
| ---- | ------------------- | -------------------- | ------------------- |
| 1982 | Alain Dällenbach    | Marco Vitali         | André Gsell         |
| 1983 | Peter Wollenmann    | André Massard        | Killian Blum        |
| 1984 | Jörg Müller         | Bernard Voillat      | Jocelyn Jolidon     |
| 1985 | Guido Winterberg    | Stephan Joho         | Arno Küttel         |
| 1986 | Kurt Steinmann      | Daniel Huwyler       | Peter Becker        |
| 1987 | Daniel Gisiger      | Walter Delle Case    | Jan Koba            |
| 1988 | Richard Trinkler    | Pius Schwarzentruber | Jocelyn Jolidon     |
| 1989 | Heinz Imboden       | Gilbert Glaus        | Rolf Rutschmann     |
| 1990 | Andrea Guidotti     | Gilbert Glaus        | Rolf Rutschmann     |
| 1991 | Bruno Risi          | Kurt Betschart       | Thomas Wegmüller    |
| 1992 | Thomas Wegmüller    | Kurt Betschart       | Daniel Wyder        |
| 1993 | Zbigniew Piatek     | Andrzej Sypytkowski  | Mauro Gianetti      |
| 1994 | Gianvito Martinelli | Fabrizio Bontempi    | Bruno Boscardin     |
| 1995 | Karl Kalin          | Francesco Secchiari  | Urs Graf            |
| 1996 | Armin Meier         | Gianpaolo Mondini    | Davide Casarotto    |
| 1997 | Endrio Leoni        | Gabriele Balducci    | Nicola Minali       |
| 1998 | Luca Mazzanti       | Gilberto Simoni      | Marco Milesi        |
| 1999 | Gabriele Balducci   | Romāns Vainšteins    | Alessandro Petacchi |
| 2000 | Tobias Steinhauser  | Stefano Zanini       | Artur Krzeszowiec   |
| 2001 | Paolo Bossoni       | Jaŭhen Senioučkin    | Alessandro Pozzi    |
| 2002 | Filippo Pozzato     | Piotr Przydzial      | Bastjan Mervar      |
| 2003 | Raffaele Illiano    | Markus Knopfle       | Kjell Carlström     |
| 2004 | Aitor Galdós        | Mychajlo Chalilov    | Sascha Urweider     |
| 2005 | Mauro Santambrogio  | Michele Maccanti     | Danilo Napolitano   |
| 2006 | Giairo Ermeti       | Fredrik Kessiakoff   | Roger Beuchat       |